# アーバニズム
アーバニズム（英: urbanism）は、一般には、都市を志向し求める文化的・社会的な傾向のこと。あるいは、もっぱら都市において特徴的な生活様式。または、近代以降の都市計画全般を指す。

## 都市的生活様式としてのアーバニズム

### ワースのアーバニズム論
はじめは、シカゴ学派の社会学者のルイス・ワース（en:Louis Wirth）が広く世に知らしめた言葉である。社会的に異質な個人による、相対的に大きく高密の永続的集落である都市に特徴的な集団的生活の様式を意味する。
ワースにおいて、アーバニズムは人間生態学・社会組織・社会心理学の3つの側面から捉えられる。キーワードは、「第二次的接触」である。
1. 空間的凝離、社会移動
2. 家族的連帯の弛緩、近隣結合の弱化、自発的集団の続出、身分的階級制度の崩壊、ホワイトカラーの増大
3. 無関心の態度、アノミー、非個性化、相対的な志向様式や寛容的態度

ただし、以上のような定式化は、理論的に深化されることはなかった。また、農村的生活様式との二項的対比も、今日の都市研究ではアクチュアリティを失っている。

### シカゴ学派以後のアーバニズム論
しかし、シカゴ学派以後、アンリ・ルフェーヴルやマニュエル・カステルによって、アーバニズムは、資本制国家との関連のうちに体系的に論じられることになった。すなわち、資本主義と結びついた生活様式が都市的生活様式であり、都市的生活様式が資本主義イデオロギーを内包したものであるとして、都市を国家や体制と結びつけて理論化した。 
ただし、シカゴ学派は、人間の生活の共棲的側面を抽出しようとする試みであるため、都市を国家や体制と切り離さずに論じられるだけの理論的射程を有しているとの評価もあり、それはシカゴ・モノグラフを中心とした今日の再評価につながっており、今後の理論的深化が期待されている。

## 都市計画としてのアーバニズム
建築学の分野では、近代以降の都市計画全般をアーバニズムと呼ぶ。もとはウルバニズムという言葉を使った最初の人物としてあげられるスペインの都市計画家イルデフォンソ・セルダが理論書『Teoría General de la Urbanización』（1867年刊行）で提唱した「ウルバニズム」で、南欧語圏での都市計画の意味となる。英語圏で都市計画の意味はジョン・サルマンが、1890年のメルボルンでの建築と都市に関する全国会議で「タウン・プランニング（en:Town Plannning）」等を使用している。 
ただし、あえて「ユルバニスム」とフランス語式に発音される場合、それは紛れもなく、「建築することは秩序付けること」であるル・コルビュジエのコンテクストの中にあることを意味している。この仏語表記の初出"ユルバニスム"は1910年ヌーシャテル地理学会報でのピエール・クレルジュの論文題名とされ、コルビュジエが1925年に出版した書にタイトルとして使用している。

## ランドスケープ・アーバニズム
詳しくは、ランドスケープ・アーバニズムを参照。ランドスケープにより総合的な環境の創造を目指す思想・観念としてランドスケープアーバニズムが台頭し、1990年代後半から北米を中心に新領域をして盛り上がってきている。都市を取り巻く問題をランドスケープアーキテクトが建築家や都市計画家に取って代わり舵をとり、あらゆる専門家を束ね上げることで、うまく解決されていくいうことがランドスケープアーバニズムを実践する専門家達によって証明されつつある。
今日、メガロポリスの増大は、なお加速化しており、2050年には、世界の人口の7割が巨大都市に居住することになると想定されている。このような中で顕在化してきた問題が、有限な地球環境の持続的維持であり、このためにランドスケープ・アーバニズムは、コンパクト・シティ：拡大した都市を折りたたむ、かつ、都市の中に積極的に自然を再生する、エコロジカル・ネットワーク：生態系の回廊で大小の自然環境をつなぐ、そして、新たな社会的共通資本として自然再生を行っていこうとする方法論であり、新しい環境学の領域として誕生している。